# Niel
Niel è un comune belga di 8 922 abitanti nelle Fiandre (Provincia di Anversa).